# Sterna trudeaui
Sterna trudeaui е вид птица от семейство Sternidae.

## Разпространение
Видът е разпространен в Аржентина, Бразилия, Уругвай и Чили.